# Světová četba
Edice Světová četba vycházela od roku 1948 v nakladatelství Svoboda, po vzniku Státního nakladatelství krásné literatury, hudby a umění (SNKLHU) ho spolu s dalšími edicemi SNKLHU převzalo. SNKLHU se později přejmenovalo na Odeon.

## Obsah edice
V edici vycházely tituly ze světové i české klasické literatury spolu s literaturou první poloviny 20. století. Později i tituly moderní světové literatury. Za dobu existence (do roku 2001) vyšlo ve Světové četbě zhruba 580 svazků. Již ve druhé polovině 60. let byla proto označena za jednu z nejvýznamnějších a nejpopulárnějších edic Odeonu.

## Příklady vydaných titulů
- Válka s Mloky od Karla Čapka
- Květy zla Charlese Baudelaira